# قلعة حميد (الشغادرة)

تعديل مصدري - تعديل

قلعة حميد هي إحدى قرى عزلة قلعة حميد بمديرية الشغادرة التابعة لمحافظة حجة، بلغ تعداد سكانها 378 نسمة حسب تعداد اليمن لعام 2004.